# Топли
Топли — уничтоженное селение, располагавшееся на юго-востоке современного Грозненского района Чечни.

## География
Располагался на левом берегу Аргуна, на севере от Чечен-Аула, на северо-западе от Герменчука, на юго—востоке от Алдов.

## История
В начале 1820 года Н. В. Греков сделал поход из Грозной с целью прорубить просеку к крупнейшему чеченскому селению Герменчук. Корткая дорога туда пролегала через селение Топли, расположенное у переправы через Аргун. С захвата этого аула Греков и начал свой мартовский поход в Чечню. Ближайший путь к ним шёл в обход Ханкальского ущелья, на селение Топли, охранявшее переправу через Аргун и служившее как бы передовым редантом.